# Synagogendenkmal (Norymberga)
Synagogendenkmal (z niem. Pomnik Synagogi) – pomnik w Norymberdze zbudowany dla uwiecznienia głównej synagogi norymberskiej, później zburzonej w sierpniu 1938 r. przez nazistów.

## Źródła
- Synagogendenkmal (Spitalbrücke) – www.historische-meile.nuernberg.de (niem.)